# اتحادیه بین‌المللی حمل و نقل جاده‌ای

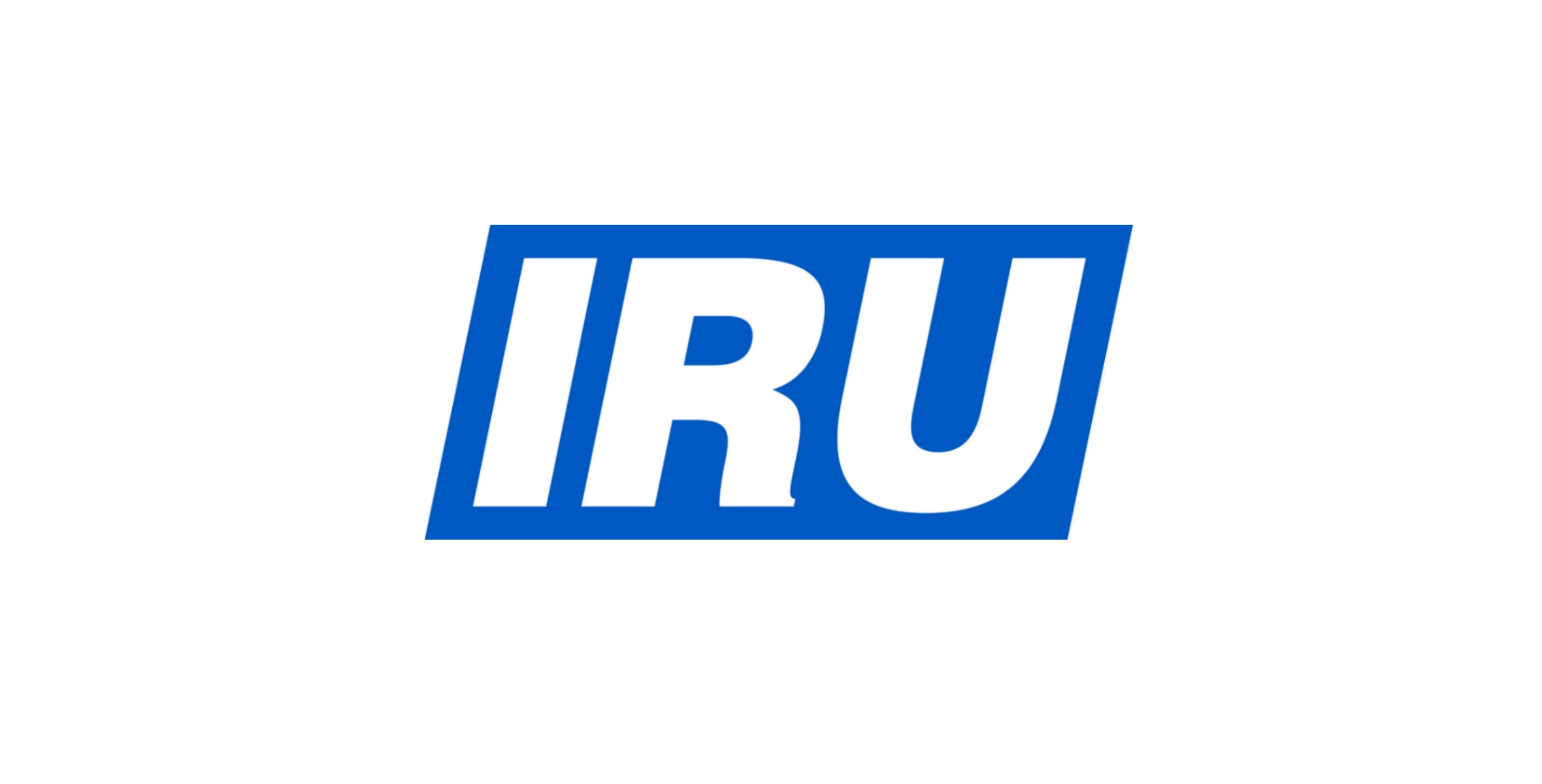
اتحادیه بین‌المللی حمل و نقل جاده‌ای

اتحادیه بین‌المللی حمل و نقل جاده‌ای (IRU) به انگلیسی:  INTERNATIONAL ROAD TRANSPORT UNION در ۲۳ مارس ۱۹۴۸ در ژنو تأسیس شد. این اتحادیه توسط شورای اقتصادی و اجتماعی سازمان ملل و شورای اروپا به عنوان مشاور سازمان‌های مذکور برگزیده شد. با وجود اینکه اتحادیه بین‌المللی حمل و نقل جاده‌ای (IRU) در ابتدا مسائل خاص اروپا را مدنظر داشت ، پس از مدت کوتاهی به عنوان تنها سازمان بین‌المللی، نماینده حمل و نقل جاده‌ای شناخته شد و توسط سازمان‌های بین‌المللی از این اتحادیه خواسته شد که تجربیاتش را در اختیار کلیه کشورهای جهان قرار دهد. اتحادیه بین‌المللی حمل و نقل جاده‌ای (IRU) در حال حاضر دارای حدود ۱۵۲ عضو از جمله جمهوری اسلامی ایران است که به اعضای فعال (فدراسیون‌های ملی حمل و نقل جاده‌ای) و وابسته (شرکت‌ها، گروه‌ها و دست‌اندرکارانی که به فعالیت‌های اتحادیه‌ای علاقه‌مندند) تقسیم می‌شوند .

## تاریخچه[۱]

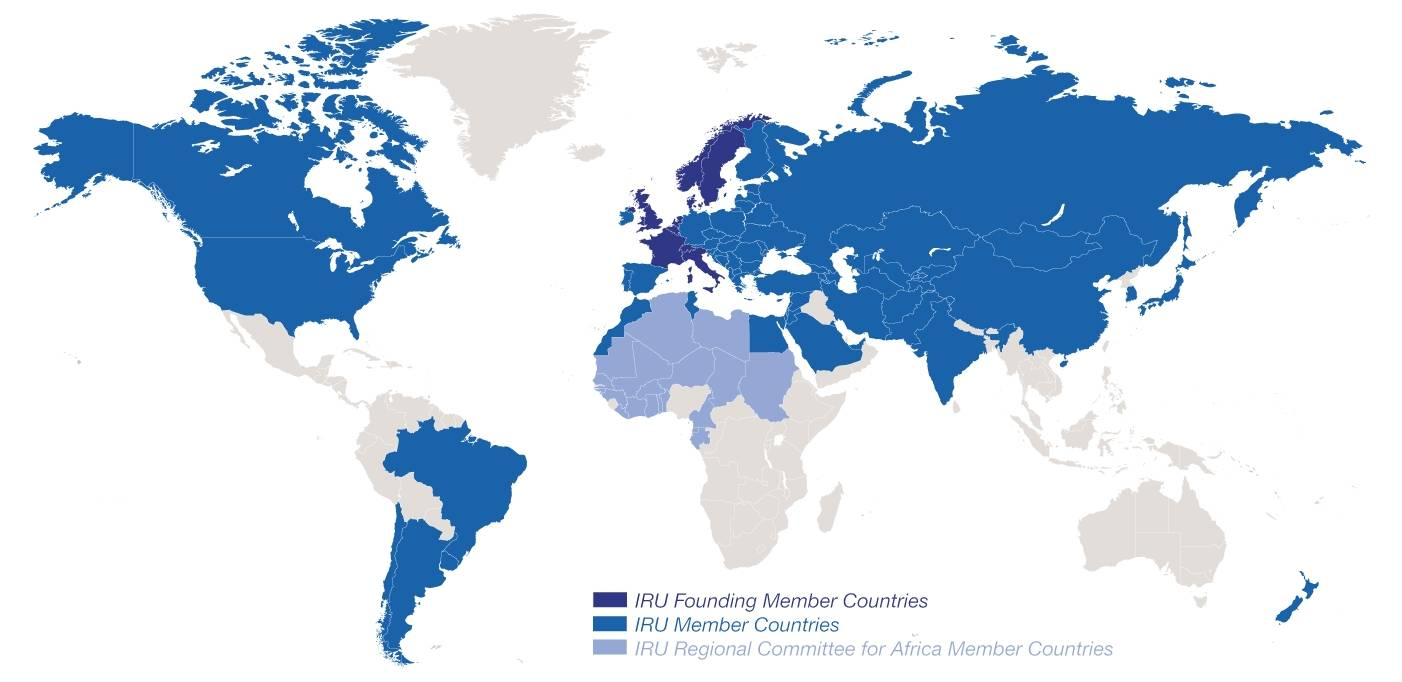
اعضای اتحادیه بین‌المللی حمل و نقل جاده‌ای (IRU) روی نقشه جهان

پس از جنگ جهانی دوم اقتصاد اروپا رونقی دوباره گرفت و حجم مبادلات بازرگانی آن افزایش یافت، همه شقوق حمل و نقل به ویژه حمل و نقل بین‌المللی نقش حساس و مهمی در ایجاد ارتباط نزدیک بین کشورها ایفا می‌کردند. در چنین اوضاع و احوالی نیاز به یک سازمان بین‌المللی که بتواند کلیه موسسات و شرکت‌های حمل و نقل بین‌المللی جاده‌ای را گرد خود جمع کند، بیش از پیش احساس می‌شد. در نتیجه این احساس و نیاز، با ابتکار شرکت‌های حرفه‌ای صنعت حمل و نقل کشورهای سوئد، دانمارک، نروژ، هلند، بلژیک، فرانسه، انگلستان، سوئیس و با کوشش بی‌دریغ شخصیت‌هایی چون دکتر «اف ارنست اسپات» از هلند، آقای «پر ـ ای اریکسون» از سوئد و آقای «کلودلبلان» از فرانسه، اتحادیه بین‌المللی حمل و نقل جاده‌ای در ۲۳ مارس ۱۹۴۸ در ژنو تأسیس شد. دیری نپایید که این اتحادیه توسط شورای اقتصادی و اجتماعی سازمان ملل و شورای اروپا به عنوان مشاور سازمان‌های مذکور برگزیده شد. 

## تشکیلات سازمانی اتحادیه بین‌المللی حمل و نقل جاده‌ای (IRU)[۱]
اتحادیه بین‌المللی حمل و نقل جاده‌ای (IRU) شامل پنج بخش است:
۱- شورای مدیریت یا مجمع عمومی که بالاترین مرجع اتحادیه است و کارهای اساسی آن، تعیین سیاست کلی اتحادیه، تصمیم‌گیری درباره تمام فعالیت‌هایی که در صلاحیتش قرار می‌گیرند، قبول یا رد تقاضای عضویت و انتخاب اعضای هیأت مدیره است. این شورا از سه بخش تشکیل شده است:
- بخش اول: حمل و نقل تجاری مسافر (حمل و نقل مسافر در مقابل کرایه و درآمد شامل تاکسی‌ها، اتومبیل‌های کرایه و سایر وسایل حمل و نقل مسافر عمومی با راننده)
- بخش دوم: حمل و نقل تجارتی کالا (حمل کالا در مقابل کرایه و درآمد)
- بخش سوم: حمل و نقل شخصی یا غیر تجاری کالا و مسافر (مربوط به حمل و نقل به حساب شخصی)

۲- هیأت مدیره که عضو اجرایی شورا است و متشکل از یک مدیرعامل و هشت عضو هیأت مدیره می‌باشد و کارش نظارت بر مدیریت اتحادیه است.
۳- دبیرخانه که محل آن در ژنو بوده و مجری تصمیمات متخذه از سوی مدیرعامل و شورا و همه امور دیگر مدیریت و معرفی اتحادیه و برقراری ارتباط بین مراجع مختلف اتحادیه با اعضا و حفظ ارتباط با سایر سازمان‌های بین‌المللی است.
۴- کمیته‌های هفتگانه مشورتی: اتحادیه دارای هفت کمیته است که به عنوان مراجع مشورتی در زمینه‌های زیر فعالیت می‌کند:
- فنی

- حقوقی
- ایمنی جاده‌ای
- مسائل گمرکی
- روابط کاری
- اساسنامه
- مالی

۵- کمیته‌های سه‌ گانه ارتباطی: اتحادیه برای ارتباط با جوامع اروپایی سه کمیته در بروکسل تشکیل داده است که عبارتند از:
- کمیته ارتباط برای حمل و نقل حرفه‌ای مسافر
- کمیته ارتباط برای حمل و نقل حرفه‌ای کالا
- کمیته ارتباط برای حمل و نقل به حساب شخصی

جهت هماهنگی امور از سال ۱۹۷۳ نماینده دائمی اتحادیه بین‌المللی حمل و نقل جاده‌ای (IRU) در بروکسل حضور دارد.

## اهداف اتحادیه بین‌المللی حمل و نقل جاده‌ای (IRU)[۱]
اتحادیه بین‌المللی حمل و نقل جاده‌ای (IRU) دارای اهداف متعددی است که عبارتند از:
1. دفاع از منافع حمل و نقل جاده‌ای بر پایه سیاست‌های مشترک مورد توافق مؤسسات عضو اتحادیه
2. همکاری با سازمان‌های بین‌المللی چون سازمان ملل و همچنین همکاری با سازمان‌های حکومتی مانند کنفرانس وزیران حمل و نقل اروپا و جامعه اقتصادی اروپا
3. توسعه مداوم حمل و نقل جاده‌ای بین‌المللی و برداشتن موانعی که هنوز بر سر راه آن وجود دارد و کاستن از تشریفات گمرکی در حمل و نقل جاده‌ای یکی از خواسته‌های عمده اتحادیه می‌باشد که در این راستا دفترچه‌های TIR را به وجود آورده است.
4. تهیه اسناد مورد لزوم در حمل و نقل جاده‌ای از جمله CMR
5. ایجاد شبکه‌های همکاری در زمینه برقراری خدماتی چون تعمیرات اضطراری، تدارک وسیله نقلیه و یا راننده جانشین، محل اسکان موقت و در صورت نیاز بستری کردن مسافرین و رانندگان صدمه دیده.
6. برقراری تسهیلات بیشتر در خصوص اخذ اجازه‌نامه‌های بین‌المللی حمل و نقل جاده‌ای که توسط مقامات دولتی صادر می‌شود.
7. کاهش هزینه‌های حمل و نقل و از بین بردن مالیات مضاعف
8. هماهنگی و توازن روابط بین اعضای خود و کارکنان آنها و تشویق پرسنل کارآمد از طریق دادن جوایزی چون دیپلم افتخار به بهترین راننده و جایزه بزرگ افتخار به راننده‌ای که کار شجاعانه و استثنایی در راه اجرای عملیات حمل و نقل جاده‌ای انجام می‌دهد.

اتحادیه ایرو هر دو سال یک بار کنگره‌ ای در یکی از کشورهای مورد توافق اعضا تشکیل می‌دهد و ضمن ارائه راهکارهای لازمه به اعضای خود، این امکان را به آنها می‌دهد تا به صورت حضوری مشکلات خود را عنوان و از طرفی نیز تجربیات خود را برای دیگر اعضا بیان کنند. بیست و هفتمین کنگره ایرو در می ۲۰۰۰ در بروکسل برگزار گردید.

## مراجع
1. 1 2 3 4  «پرتال حمل و نقل».